# Tweede Kamerverkiezingen 1854
De Tweede Kamerverkiezingen 1854 waren periodieke Nederlandse verkiezingen voor de Tweede Kamer der Staten-Generaal. Zij vonden plaats op 13 juni 1854.
Nederland was verdeeld in 38 kiesdistricten, waarin 68 leden van de Tweede Kamer gekozen werden. Een kiezer bracht evenveel stemmen uit als er afgevaardigden in zijn kiesdistrict gekozen werden. Om gekozen te worden moest een kandidaat minimaal de districtskiesdrempel behalen. De leden werden gekozen voor een termijn van vier jaar; om de twee jaar werd de helft van de Tweede Kamer vernieuwd.
De verkiezingen werden gehouden vanwege het periodiek aftreden van 34 leden van de Tweede Kamer van wie de zittingstermijn afliep op 17 september 1854. In drie kiesdistricten was een tweede verkiezingsronde nodig vanwege het niet-behalen van de absolute meerderheid door de hoogst geëindigde (niet-direct-gekozen) kandidaat. Deze tweede ronde vond plaats op 27 juni 1854.

## Uitslag

### Opkomst
|                  | 1853   | 1853      | 1854   | 1854  |
| # stemmen        | %      | # stemmen | %      |       |
| ---------------- | ------ | --------- | ------ | ----- |
| Kiesgerechtigden | 85.076 |           | 76.958 |       |
| Niet opgekomen   | 24.644 | 28,97     | 37.925 | 49,28 |
| Opkomst          | 60.432 | 71,03     | 39.033 | 50,72 |

### Verkiezingsuitslag naar groepering
| Groepering                | Zetels | Zetels | Zetels | Zetels | Zetels | Zetels |
| Groepering                | 1853   | Af     | Bij    | 1854   | +/−    |        |
| ------------------------- | ------ | ------ | ------ | ------ | ------ | ------ |
| conservatieven            | 26/25  | 14     | 13     | 24     | −1     |        |
| thorbeckianen             | 14/15  | 6      | 9      | 18     | +3     |        |
| liberalen                 | 9      | 5      | 6      | 10     | +1     |        |
| antirevolutionairen       | 7      | 4      | 1      | 4      | −3     |        |
| conservatief-katholieken  | 3      | 2      | 3      | 4      | +1     |        |
| conservatief-liberalen    | 4/3    | 1      | 1      | 3      | 0      |        |
| conservatief-protestanten | 3      | 1      | 1      | 3      | 0      |        |
| gematigde liberalen       | 2      | 0      | 0      | 2      | 0      |        |
| vacature                  | -/1    | 1      | 0      | 0      | −1     |        |
| totaal                    | 68     | 34     | 34     | 68     | 0      |        |

### Gekozen leden
Bij deze verkiezingen werden 27 leden herkozen. De stemmingen voor de overige zeven vacatures hadden de volgende resultaten:
- in het kiesdistrict Amsterdam werd Jean Baud[11] gekozen in de vacature ontstaan door het periodiek aftreden van Gerrit Schimmelpenninck (beiden conservatieven) die had aangegeven niet herkiesbaar te zijn;

- in het kiesdistrict Eindhoven werd in eerste instantie het aftredende lid Johannes van der Heijde (liberalen) herkozen. Vanwege zijn overlijden op 25 juli 1854 werd op 22 augustus 1854 een tussentijdse verkiezing gehouden, waarbij Antonius Meijlink (conservatief-katholieken) gekozen werd[12];

- in het kiesdistrict Rotterdam versloeg Anthony Hoynck van Papendrecht (51,9%, liberalen) het aftredende lid Jean Baud[11] (47,5%, conservatieven);

- in het kiesdistrict Sneek werd Herman Huguenin (liberalen) gekozen in de vacature ontstaan door het aftreden op 3 juni 1854 van Cornelis Sleeswijk Vening (conservatieven)[13];

- in het kiesdistrict Utrecht versloeg Nicolaas Kien (56,4%, conservatieven) het aftredende lid Hubert van Asch van Wijck (43,6%, antirevolutionairen);

- in het kiesdistrict Zierikzee versloeg Sebastiaan Anemaet (57,5%, thorbeckianen) het aftredende lid Jean Schuurbeque Boeije (39,2%, conservatieven);

- in het kiesdistrict Zutphen versloeg Willem Hendrik Dullert (53,6%, thorbeckianen) het aftredende lid Justinus van der Brugghen (45,4%, antirevolutionairen);

- in het kiesdistrict Zwolle versloeg Jacob van Zuylen van Nijevelt (55,1%, thorbeckianen) het aftredende lid Guillaume Groen van Prinsterer (43,7%, antirevolutionairen).

De zittingsperiode van de Tweede Kamer ging in op 18 september 1854. De zittingstermijn van Tweede Kamerleden bedroeg vier jaar.
*1848 · *1850 · **1852 · *1853 · **1854 · **1856 · **1858 · **1860 · **1862 · **1864 · **1866 (I) · *1866 (II) · *1868 · **1869 · **1871 · **1873 · **1875 · **1877 · **1879 · **1881 · **1883 · *1884 · *1886 · *1887 · *1888 · 1891 · *1894 · 1897 · 1901 · 1905 · 1909 · 1913 · *1917 · *1918 · 1922 · 1925 · 1929 · *1933 · 1937 · *1946 · *1948 · 1952 · 1956 · *1959 · 1963 · *1967 · 1971 · *1972 · 1977 · 1981 · *1982 · 1986 · *1989 · 1994 · 1998 · 2002 · *2003 · *2006 · *2010 · *2012 · 2017 · 2021 · *2023
* Algemene verkiezingen in verband met (vervroegde) ontbinding van de Tweede Kamer
** Periodieke verkiezingen in verband met het einde van de zittingstermijn van de helft van de Tweede Kamerleden